# 愛のエンプティーペイジ
「愛のエンプティーペイジ」（あいの - ）は、1985年3月6日に発売された郷ひろみ53作目のシングル。

## 解説
前作に続き、郷自身が「ヘンリー浜口」のペンネームでカップリング曲とも作詞。「愛のエンプティーペイジ」では作曲も手掛けた。2番のバックコーラスに郷と破局後の松田聖子が参加。

## 収録曲
全曲　作詞:ヘンリー浜口／編曲:大村雅朗
1. 愛のエンプティーペイジ（4分36秒）
  - 作曲:ヘンリー浜口
2. 美音LANGUAGE
  - 作曲:大沢誉志幸